# Oberstadt (Bregenz)

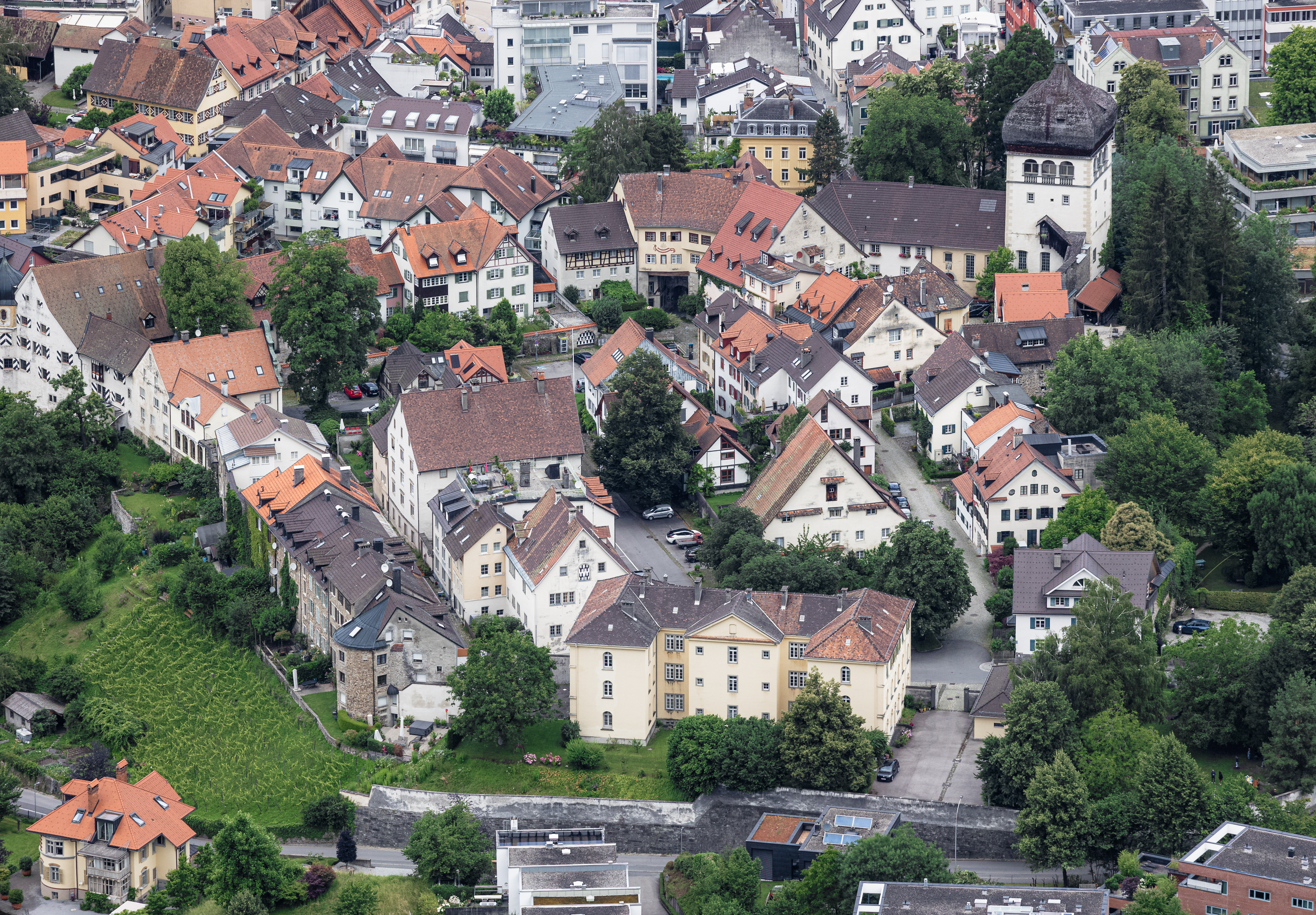
Schrägluftbild mit Blick aus Südost auf die Oberstadt

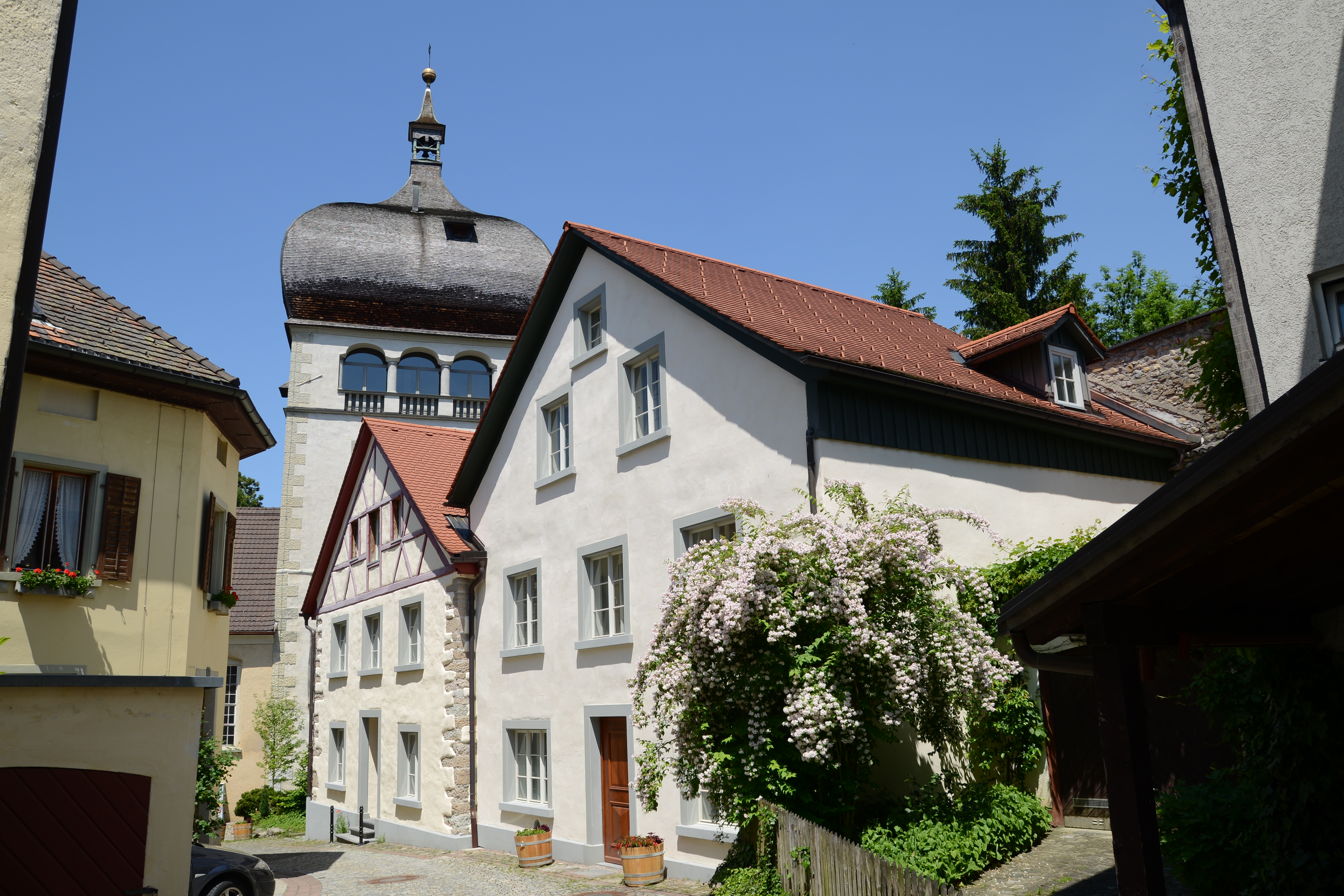
Martinsgasse mit Martinsturm

Die Oberstadt ist ein Stadtteil von Bregenz in Vorarlberg in Österreich.

## Geschichte
Die Burgsiedlung wurde um das Jahr 1200 von den Grafen von Montfort gegründet. Die Siedlung war in 57 sogenannte „Hofstätten“ mit jeweils zwei Ar unterteilt. Diese wurden als Erblehen weitergegeben. 1409 wurde Bregenz zwischen Hugo von Montfort und dessen Neffen Wilhelm von Montfort aufgeteilt. Dabei verlief die Grenze in der Oberstadt entlang der Mittelachse. Diese wurde vermutlich im Laufe der folgenden Jahre verbreitert. In den Jahren 1451 und 1523 wurde die Oberstadt von den Habsburgern angekauft. Ab dem 16. Jahrhundert wurden mehrere Parzellen durch vermögende Familien angekauft und zu größeren Parzellen zusammengeschlossen. Ein großer Teil der Oberstadt blieb jedoch kleinteilig erhalten. 1798 verlor die Oberstadt ihre Stellung als Festung, jedoch wurden erst im späten 19. Jahrhundert Neubauten und zusätzliche Stadtmauerdurchbrüche geschaffen.

## Charakteristik und Lage
Die mittelalterliche Siedlungsstruktur der Oberstadt hat sich großteils erhalten. Die um 1200 gegründete Burgsiedlung ist eine Planstadt, was sich am klaren orthogonalen Grundriss ablesen lässt. Die Siedlung wird durch die Eponastraße, die Mittelachse, geteilt. Die beiden parallelen Seitenstraßen münden in querrechteckige Plätze: den Amtsplatz und den Ehregutaplatz, die zu den Stadttoren führen. Die Wehr- und Residenzbauten liegen am nördlichen Terrassenvorsprung sowie an der südöstlichen Schmalseite, wo später die Fronfeste errichtet wurde. Entlang der Stadtmauer entstanden Wirtschaftsgebäude mit wirtschaftlichen und herrschaftlichen Funktionen. Das Festhalten an den ursprünglichen Baustrukturen hat unterschiedliche Gründe. So wurde etwa eine Siedlungsentwicklung durch die Stadtmauer verhindert, andererseits verlagerte sich das urbane Leben immer mehr Richtung Norden, was zu einer wirtschaftlichen Stagnation der Oberstadt führte.
Die gegenwärtige Bebauung geht auf das Mittelalter und die frühe Neuzeit zurück. Einige Bauten wurden jedoch Ende des 19. Jahrhunderts abgerissen und durch Häuser nach den ursprünglichen Bautypus ersetzt. Dadurch hat die Oberstadt den mittelalterlichen Charakter bis heute bewahrt. Dies gilt auch für die kleinteilige Binnenstruktur, aber auch durch die freiflächige Burghalde mit dem überschaubaren Befestigungsring. Die Straßen der Oberstadt sind gepflastert, relativ schmal und leicht gekrümmt und bilden dadurch einen optisch geschlossenen Straßenraum. Die zwei- bis viergeschoßigen Wohnhäuser wurden in geschlossener Bauweise errichtet. Die Gebäude entlang der Stadtmauer haben kleine Vorgärten zur Straße hin, während die anderen Gebäude großräumige Hofanlagen aufweisen.

## Wichtige Gebäude
- Martinsturm (Bregenz)
- Deuringschlössle

## Trivia
2022 wurde die Oberstadt in Vorarlberg nominiert für 9 Plätze – 9 Schätze.